# Leucophora innupta
Leucophora innupta är en tvåvingeart som beskrevs av Huckett 1966. Leucophora innupta ingår i släktet Leucophora och familjen blomsterflugor. Inga underarter finns listade i Catalogue of Life.